# 番係
番係（?—?），西漢九江郡人。官至御史大夫。
汉武帝元光五年（前130年），番係担任右内史。番係后来改任河东郡守。上书建议武帝修渠引汾水灌溉皮氏、汾阴两地农田，引黄河水灌溉汾阴、蒲坂农田，可使原黄河岸边素不耕垦的土地五千顷变为可耕农田，每年增收二百万石粮食以上，以减少关东漕运的困难。武帝采纳他的建议，发兵卒数万人修建渠田。其后因黄河改道，河东渠田遂废。元朔五年（前124年）四月丁未，汉武帝任命河东郡太守番係为御史大夫，接替公孙弘。元狩元年（前122年）二月，李蔡接替番係担任御史大夫。
| 西漢          |                              |             |
| 漢帝國官銜    |                              |             |
| 前任： 公孫弘 | 西汉御史大夫 前124年—前122年 | 繼任： 李蔡 |